# Ricardo Rosselló
Ricardo Rosselló, född 7 mars 1979, är en puertoricansk politiker. Mellan  2 januari 2017 och 2 augusti 2019 var han guvernör av Puerto Rico. I juli 2019 utbröt stora protester i landet efter att han bland annat anklagats för korruption.
Han är son till förre guvernören Pedro Rossello och till Maga Rossello, och kusin till sångaren Roy Rosselló, som var med i det berömda pojkbandet Menudo.